# Robert Mauritz Bowallius
Robert Mauritz Bowallius, född 24 maj 1817 i Bergs socken i Västmanland, död 19 januari 1902 i Stockholm, var en svensk historiker och arkivarie. Han var riksarkivarie 1874-1882.

## Biografi
Robert Mauritz Bowallius föddes i Bergs socken där hans far Eric Bowallius var komminister. Modern hette Clara Zellroth. Han läste först gymnasiet i Västerås, och blev 1836 inskriven vid Uppsala universitet. Där stiftade han bekantskap med Hans Järta, som ledde honom till hans historiska studier. Under 1842 blev han fil.kand. tog magistergraden och utnämndes till docent, allt samma år. Under en anställning vid Riksarkivet fortsatte han sin historiska forskning. Hans Berättelse om riksdagen i Stockholm 1713-1714 belönades med Svenska akademiens stora pris 1844. Bowallius fortsatte sin karriär vid Riksarkivet, blev amanuens och aktuarie, innan han 1874 utsågs till riksarkivarie. I den egenskapen påbörjade han utgivningen av Meddelanden från Riksarkivet. Att Riksarkivet 1878 blev ett självständigt ämbetsverk var till stor del Bowallius förtjänst; förut hade det varit en del av Kungliga Majestäts kansli. Till Bowallius forskarinsatser hör verk om det svenska statsskickets historia och om svensk arkivhistoria. Han var parallellt med detta ordförande för Nya dagligt allehandas styrelse.
Bowallius var från 1847 gift med Beata Sederholm. Deras son Carl Bovallius var en berömd zoolog.